# André Boulloche

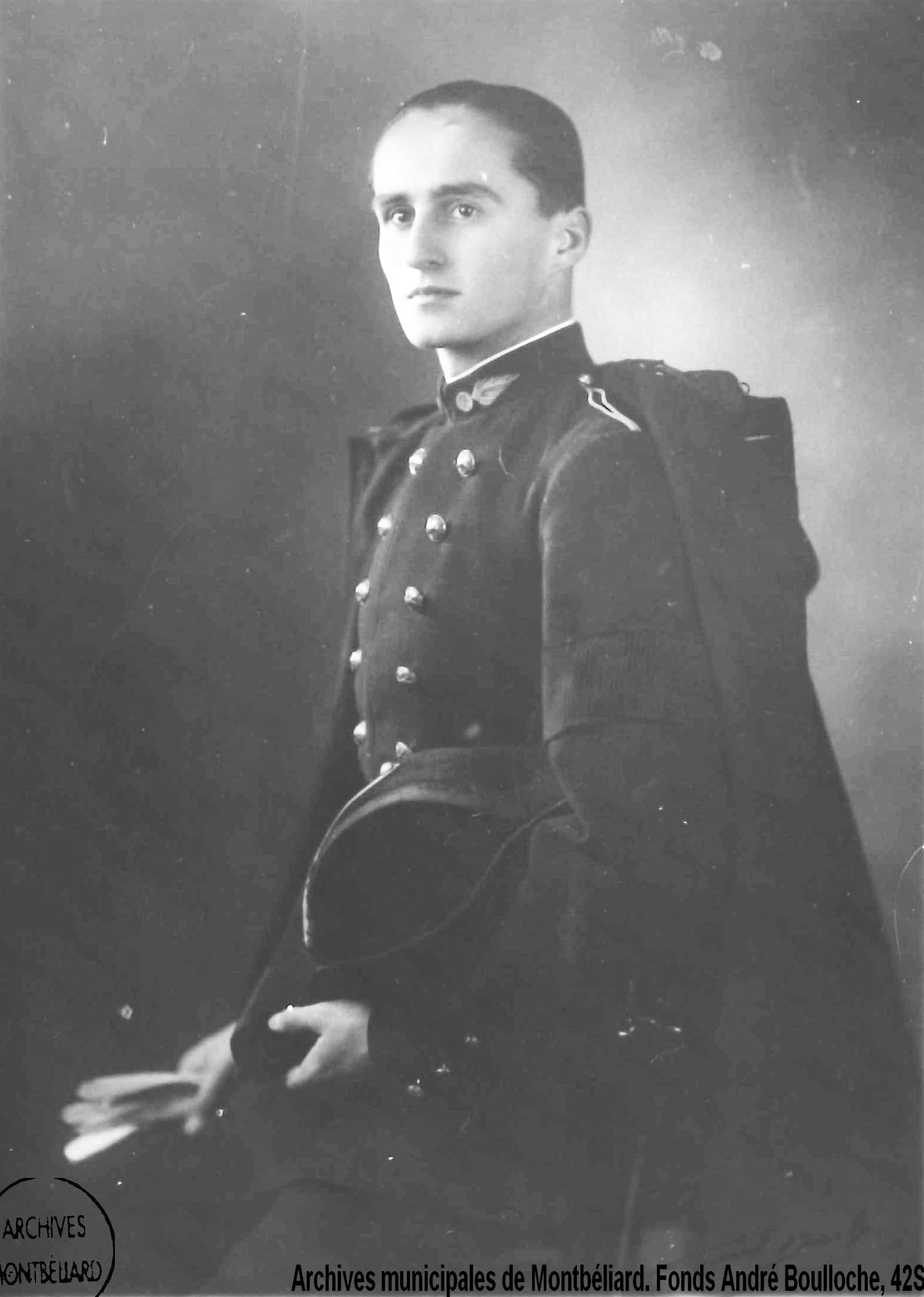
André Boulloche.

André François Roger Jacques Boulloche (* 7. September 1915 im 7. Arrondissement, Paris; † 16. März 1978 in Malsburg-Marzell, Landkreis Lörrach, Baden-Württemberg) war ein französischer Politiker, der zwischen 1958 und 1959 Beigeordneter Minister beim Premierminister für den öffentlichen Dienst und staatliche Märkte sowie von Januar bis Dezember 1959 Minister für nationale Bildung war. Später war er zwischen 1965 und 1978 Bürgermeister von Montbéliard sowie zugleich von 1967 bis zu seinem Tod am 16. März 1978 Mitglied der Nationalversammlung.

## Leben

### Studium und Offizier im Zweiten Weltkrieg
Boulloches Vater war Absolvent der École polytechnique und Generalingenieur für Brücken- und Straßenbau sowie später Leiter der Straßenbauabteilung im Ministerium für öffentliche Arbeiten. Sein Großvater väterlicherseits war Untersuchungsrichter am Kassationshof. Er selbst absolvierte seine schulische Ausbildung am Gymnasium von Beauvais, ehe er 1931 zum Lycée Janson de Sailly wechselte. Nach dessen Abschluss begann er 1934 ebenfalls ein Studium an der École polytechnique sowie danach an der Staatlichen Schule für Brücken- und Straßenbau (École nationale des ponts et chaussées), das er 1939 abschloss. Ein daneben absolviertes Studium der Rechtswissenschaften beendete er mit einem Lizenziat und nahm daraufhin eine Tätigkeit als Stadtingenieur für Brücken- und Straßenbau in Soissons auf.
Nach Beginn des Zweiten Weltkrieges wurde Boulloche im Herbst 1939 zum Militärdienst eingezogen und diente zunächst als Leutnant im 6. Ingenieurregiment in Ostfrankreich, ehe er nach während des Frankreichfeldzuges der deutschen Wehrmacht als Flugbeobachtungsoffizier bei der Heeresluftwaffe. Im Juni 1940 floh er zunächst nach Nordafrika, nachdem seine Flucht nach England missglückte. Nach seiner Rückkehr in das von der deutschen Wehrmacht besetzte Frankreich schied er aus dem aktiven Militärdienst aus.

### Mitglied derRésistanceund KZ-Häftling

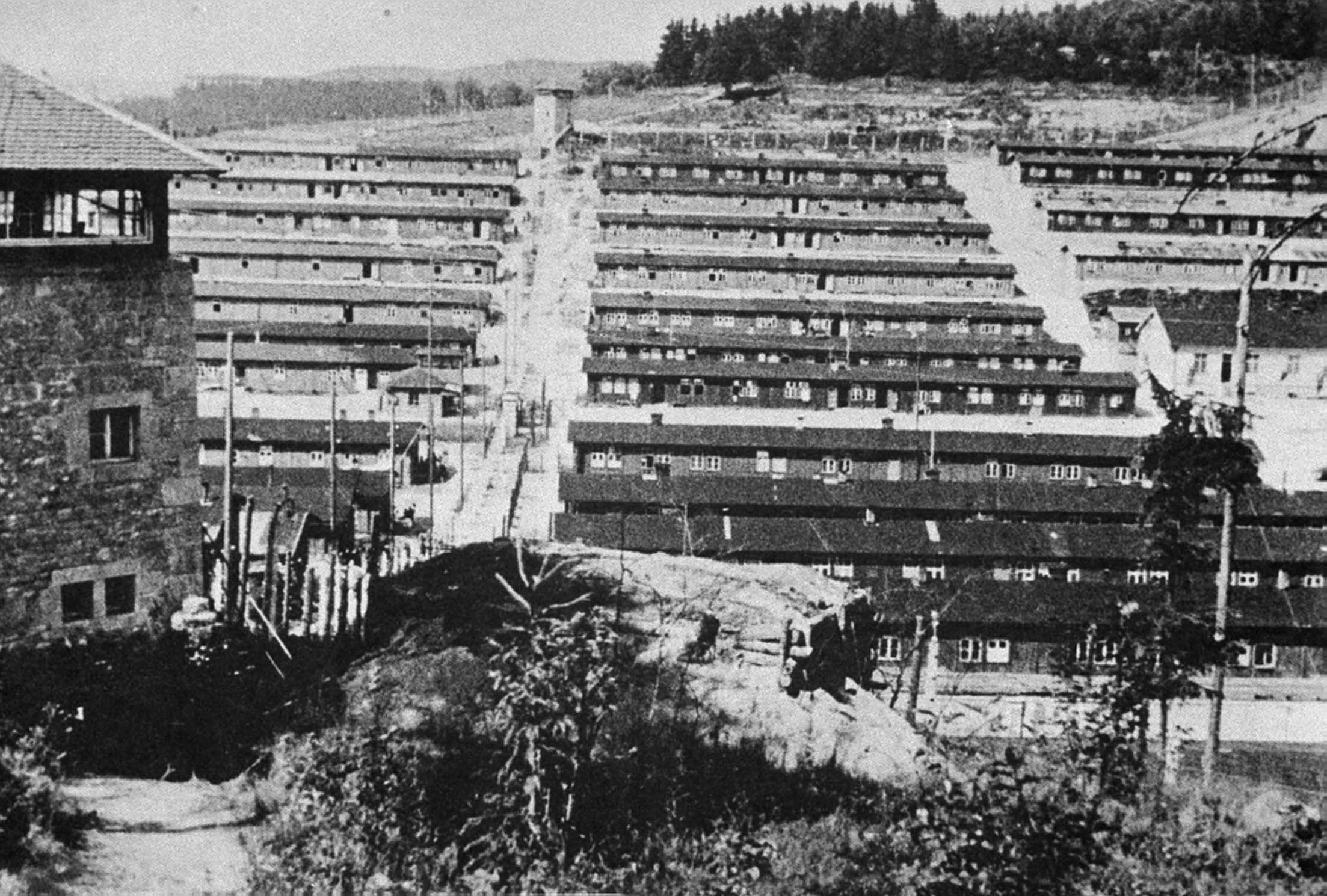
Boulloche befand sich von April 1944 bis zu seiner Befreiung durch Einheiten der 3. US-Armee am 23. April 1945 als Häftling im KZ Flossenbürg

Er schloss sich Ende 1940 der Widerstandsbewegung Résistance an. Dort wurde er von André Postel-Vinay beauftragt, ein Netzwerk für Mitarbeiter des öffentlichen Dienstes im Département Aisne aufzubauen. Nach der Verhaftung von Postel-Vinay war Boulloche verantwortlich für das Netzwerk der Résistance in Nord- und Ostfrankreich. Nachdem die Geheime Staatspolizei ihn festnehmen wollte, konnte er zunächst nach Spanien entkommen. Kurz nach seiner Festnahme im Dezember 1942 gelang ihm die 1943 die Flucht nach London, wo er sich im Auslandsnachrichtendienst der von Charles de Gaulle gegründeten Forces françaises libres (FFF) engagierte, dem Bureau Central de Renseignements et d’Action (BCRA).
Am 13. Dezember 1943 kehrte Boulloche unter dem Pseudonym „Armand“ zusammen mit Maurice Bourgès-Maunoury nach Frankreich zurück und wurde Militärischer Regionaldelegierter (Délégué militaire régional) in der Region Paris. In der Folgezeit baute er die dortige paramilitärische Organisation der Résistance auf, die nach der Festnahm von Brigadegeneral Charles Delestraint ohne Führung war. Nachdem er verraten wurde, wurde er am 12. Januar 1944 abermals von der Gestapo verhaftet. In der Haftstrafe erlitt er eine Magenerkrankung, die im Hôpital de la Salpêtrière operiert wurde. Im Anschluss befand er sich im Gestapo-Gefängnis von Fresnes sowie anschließend im KZ Royallieu bei Compiègne, ehe er im April 1944 ins KZ Auschwitz-Birkenau deportiert werden sollte. Tatsächlich wurde dieser Deportationszug zunächst zum KZ Buchenwald sowie schließlich zum KZ Flossenbürg weitergeleitet. Dort wurde er am 23. April 1945 nach mehr als vierzehnmonatiger Haft von Einheiten der 3. US-Armee befreit. Seine ebenfalls in der Résistance aktiven Eltern und sein Bruder befanden sich ebenfalls in KZ-Haft, in der sie alle ums Leben kamen.
Für seine Verdienste um die Befreiung Frankreichs wurde Boulloche von General de Gaulle zum Compagnon des Ordre de la Libération ernannt.

### Nachkriegszeit und Vierte Republik

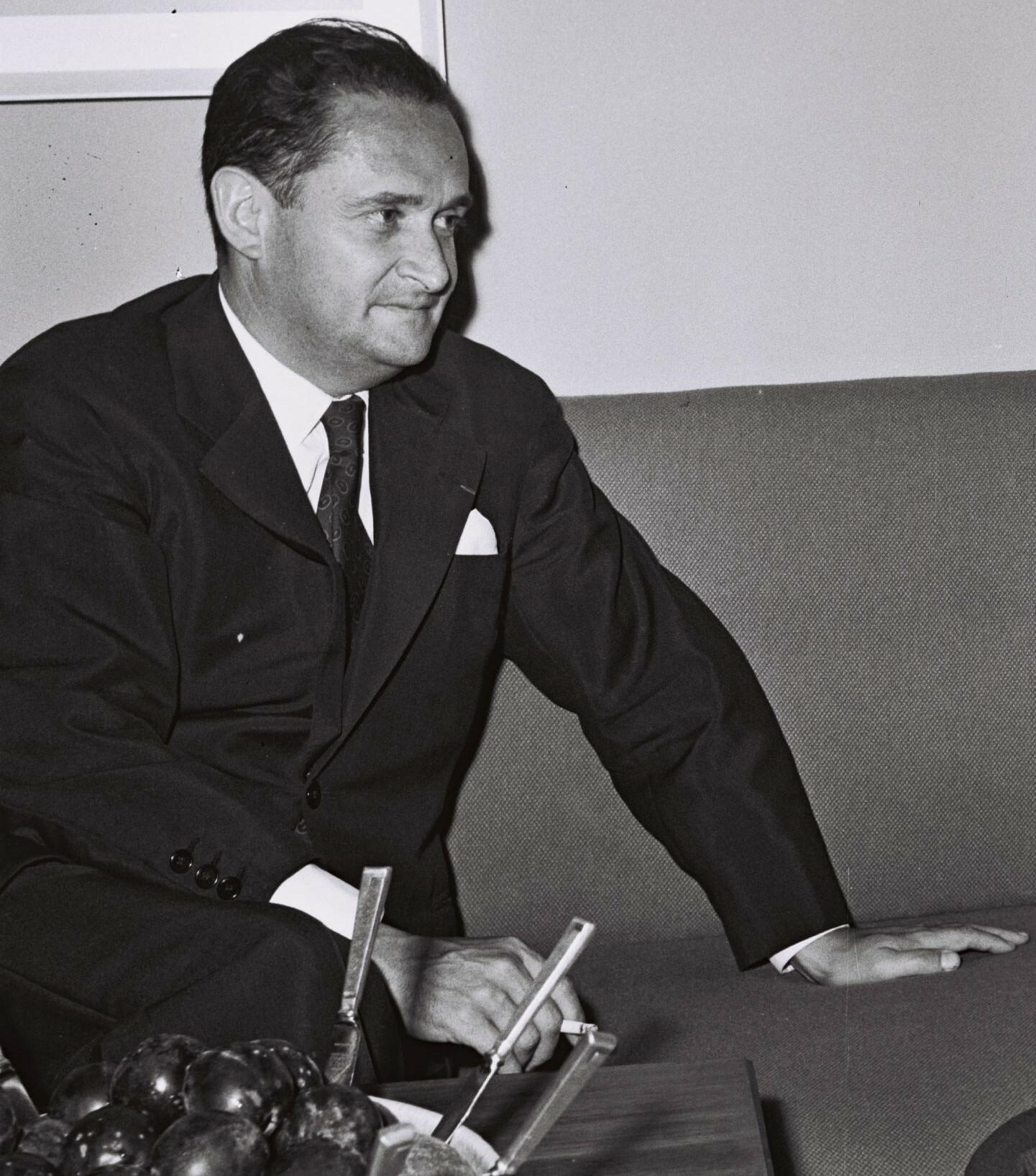
Während der Amtszeit von Premierminister Maurice Bourgès-Maunoury war Boulloche von Juni bis November 1957 dessen Kabinettschef

Nach Ende des Zweiten Weltkrieges nahm Boulloche eine Tätigkeit in der öffentlichen Verwaltung in Paris auf und befand sich 1946 für das Ministerium für öffentliche Arbeiten auf einer Studienreise in den USA, ehe er nach seiner Rückkehr 1948 Leiter des Brücken- und Straßenbauamtes des Arrondissement Versailles wurde. Im Anschluss wurde er 1950 Regierungskommissar der RATP (Régie autonome des transports Parisiens), der für den öffentlichen Personennahverkehr zuständigen Betriebe von Paris, sowie danach zwischen 1953 und 1954 Leiter der Infrastrukturabteilung im Luftfahrtministerium, wo er auch für die Gebäude der Luftfahrtstützpunkte der NATO zuständig war.
Neben seiner beruflichen Laufbahn engagierte sich Boulloche in der Section française de l’Internationale ouvrière (SFIO), deren Mitglied er 1946 wurde. Er war Mitglied der Vorstände der SFIO von Fontainebleau sowie im Département Seine-et-Marne und war später Vize-Sekretär sowie Verwaltungssekretär der SFIO. Er war von Januar bis November 1947 Kabinettschef von Paul Ramadier während dessen Amtszeit als Premierminister. Dessen Kabinettschef war er erneut als Ramadier von September 1948 bis Oktober 1949 Minister für nationale Verteidigung war.
Bei den Wahlen zur Nationalversammlung am 17. Juni 1951 kandidierte er im Département Seine-et-Marne auf der Liste der SFIO, die von Jacques Piette angeführt wurde, der allerdings als einziger Vertreter seiner Partei in diesem Wahlbezirk gewählt wurde. 1953 wurde er zum Mitglied des Gemeinderates von Fontainebleau gewählt, wo er die sozialistische Opposition vertrat. Seine Kandidaturen für ein Mandat im Rat des Kanton Fontainebleau bei den Wahlen 1951, 1955 und 1958 waren jedoch erfolglos. Obwohl die SFIO sich in der Opposition befand, wurde Boulloche am 19. Juni 1954 Kabinettschef seines früheren Kameraden in der Résistance, Maurice Bourgès-Maunoury, der bis Februar 1955 Minister für Industrie und Handel war. Im Anschluss fungierte er von 1955 bis zur Unabhängigkeit von Frankreich am 2. März 1956 als Direktor der Behörde für öffentliche Arbeiten von Marokko und wurde danach im März 1956 erster Generalsekretär des Ministeriums für öffentliche Arbeiten von Marokko.
Im Juni 1957 kehrte Boulloche nach Frankreich zurück und wurde am 13. Juni 1957 erneut Kabinettschef von Bourgès-Maunoury, der diesmal bis zum 6. November 1957 selbst das Amt des Premierministers bekleidete. Kurz vor dem Ende von dessen Regierung wurde er im September 1957 stellvertretender Generaldelegierter der Regionalen Gemeinschaft für die Sahara OCRS (Organisation commune des régions sahariennes).
Am 7. Juli 1958 wurde Boulloche von Premierminister de Gaulle zum Beigeordneten Minister beim Premierminister für den öffentlichen Dienst und die staatliche Märkte (Ministre délégué à la Présidence du Conseil, chargé de la fonction publique et des marchés de l’Etat) in dessen drittes Kabinett berufen, dem er bis zum 8. Januar 1959 angehörte. In dieser Funktion war er nicht nur für die Reformen der staatlichen Verwaltung und Märkte zuständig, sondern auch der Gebietskörperschaften.

### Fünfte Republik

#### Bildungsminister im Kabinett Debré

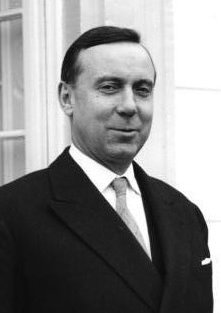
Premierminister Michel Debré berief Boulloche 1959 zum Minister für nationale Bildung in das Kabinett Debré

Nach der ersten Präsidentschaftswahl der am 5. Oktober 1958 gegründeten Fünften Französischen Republik, aus der am 21. Dezember 1958 Charles de Gaulle als Sieger hervorging, trat er mit den anderen sozialistischen Ministern der dritten Regierung de Gaulle wie dem Staatsminister Guy Mollet am 7. Januar 1959 zurück.
Unmittelbar darauf wurde Boulloche am 8. Januar 1959 vom neuen Premierminister Michel Debré zum Bildungsminister (Ministre de l’éducation nationale) in dessen Regierung berufen. Er legte daraufhin seine Mitgliedschaft in der SFIO nieder und sah die Frage der Bildungspolitik Frankreichs zunächst im Sinne der 1957 geführten Verhandlungen zwischen dem Heiligen Stuhl und der französischen Regierung, die bei diesen Verhandlung vom damaligen Premierminister Guy Mollet vertreten wurde.
Am 23. Dezember 1959 trat er jedoch von seinem Ministeramt zurück, nachdem es zu einer Abstimmung über die Bildungspolitik der Regierung Debré bezüglich der gesetzlichen Regelungen zwischen staatlichen und privaten Bildungseinrichtungen gekommen war und er mit dieser Entscheidung nicht einverstanden war. Zudem sah er sich den Sparzwängen im Haushalt seines Ministeriums angesichts des Algerienkrieges ausgesetzt, die er ebenfalls nicht akzeptieren sollte, zumal er aufgrund der wachsenden Geburtenrate vom Bau zahlreicher Schulen ausging. Andererseits begann er in seiner knapp einjährigen Amtszeit mit Reformen in der nationalen Bildungsverwaltung, die zu einer Erhöhung der Verwaltungsmitarbeiter sowie in einem geringeren Maße auch der Lehrer führte. In seiner Amtszeit kam es zu einem Vorziehen des Schulbeginns vom 1. Oktober auf den 15. September sowie zur Weiterentwicklung der Hochschulbildung. Ferner schuf er ein Kontingent an zusätzlichen Stipendien für Studenten aus Algerien, damit diese nach einer Unabhängigkeit ihres Landes führende Funktionen übernehmen konnten.

#### Mitglied des Staatsrates und erfolglose Kandidatur 1962
Nach seinem Ausscheiden aus der Regierung wurde er für seine bisherigen Verdienste für die Französische Republik und die Regierung zum Außerordentlichen Staatsrat (Conseiller d’État en service extraordinaire) ernannt und wurde dadurch Mitglied des Conseil d’État, der zum einen als Verwaltungsgerichtshof, andererseits als Rechtsberatungsorgan der Regierung fungiert. 1960 war er zudem Vorsitzender einer Kommission zur Prüfung der Wasserverbindungen von Rhein und Rhone, 1961 Vorsitzender der Kommission zur Reform der Grandes Écoles sowie zwischen 1962 und 1963 Leiter des Büros für die Zusammenarbeit und Einrichtungen der Universitäten. 1962 wurde Boulloche zum Generalingenieur für Brücken- und Straßenbauwesen ernannt sowie 1964 vom Generalkommissariat für Planung zum Vorsitzenden von dessen Ausschuss für Gebäude und öffentliche Arbeiten berufen. Sein Abschlussbericht zu den Grandes écoles wurde 1968 intensiv diskutiert. 1966 wurde er schließlich auch Präsident des Instituts für internationalen Handel (Institut de commerce international), das er bis zu seinem Tode leitete.
Trotz seines kurzfristigen Austritts aus der SFIO hatte er mit dem Sozialismus nicht gebrochen, sondern trat bereits 1960 der Partei wieder bei, zumal seine Tätigkeit für die gaullistische Regierung Debré relativ kurz war. Nach der Auflösung der Nationalversammlung am 9. Oktober 1962 nach einem Misstrauensvotum gegen die erste Regierung Pompidou stellte ihn die SFIO als Spitzenkandidaten ihrer Wahlliste in dem hauptsächlich aus der Stadt Montbéliard bestehenden zweiten Wahlkreis des Département Doubs für die Wahlen zur Nationalversammlung am 25. November 1962 auf. In diesem Wahlkreis gewann die SFIO zwar in vielen Gemeinden, verfügte aber nur über sehr wenige Parteifunktionäre für Wahlämter. Boulloche errang im ersten Wahlgang nur 9.189 Wählerstimmen und lag damit bei den linksgerichteten Kandidaten hinter dem früheren Abgeordneten und Bewerber der Parti communiste français (PCF), Louis Garnier, auf den 11.186 Stimmen entfielen. Garnier verzichtete zwar zugunsten Boulloches auf eine Kandidatur im zweiten Wahlgang am 9. Dezember 1962, den dann allerdings der Kandidat der Union pour la Nouvelle République (UNR) und bisherige Wahlkreisinhaber, Georges Becker, gewann.

#### Bürgermeister von Montbéliard 1965 bis 1978
In der Folgezeit engagierte sich Boulloche verstärkt in Département Doubs und dem damals rund 100.000 Einwohner umfassenden Arrondissement Montbéliard, um seine Bekanntheit zu steigern.
Die Kommunalwahlen 1965 in dem durch den Autohersteller Peugeot in Sochaux geprägten Arrondissement brachten den ersten Erfolg dieser Kampagne. Dabei führte er mit einer Reihe von Gemeinderatsmitgliedern, proudhonistischen Mitglied der Mouvement républicain populaire (MRP) sowie dem Gewerkschaftsbund CFDT (Confédération française démocratique du travail) einen gemeinsamen Wahlkampf gegen den der UNR nahestehenden Bürgermeister von Montbéliard, Jean-Pierre Tuefferd. Er gewann die Wahl gegen die Rechte sowie gegen die aus PCF und Parti socialiste unifié (PSU) bestehende Linke und wurde damit erstmals Bürgermeister von Montbéliard. In diesem Amt wurde er in der Folgezeit mehrmals wiedergewählt und bekleidete es bis zu seinem Tod 1978.
Während seiner Amtszeit stieg die Einwohnerzahl von 21.699 (1962) über 23.908 (1968) auf 30.425 (1975) an. Nach 1969 wurde der Güterverkehr auf der Bahnstrecke Montbéliard–Morvillars schrittweise eingestellt.

#### Mitglied der Nationalversammlung 1967 bis 1978

##### Wahl zur Nationalversammlung vom 12. März 1967
Innerhalb der sozialistischen Fraktion gehörte er zu den parteiinternen Kritikern des Vorsitzenden der SFIO, Guy Mollet. Nachdem dieser nach der Kandidatur von François Mitterrand bei der Präsidentschaftswahl in Frankreich 1965 die Umsetzung eine Union der Linken forderte, trat Boulloche für eine derartige Union durch den Zusammenschluss von PSU und MRP ohne Einbindung der PCF. Dabei engagierte er sich im Verein Socialisme et Démocratie, der zu der von Alain Savary initiierten Union der Vereine für die Erneuerung der Linken gehörte.
Getragen vom Erfolg bei den Kommunalwahlen 1965 kandidierte Boulloche auch bei den Wahlen vom 12. März 1967 im zweiten Wahlkreis des Département Doubs erneut für einen Sitz in der Nationalversammlung. Er trat dabei für das aus SFIO, Parti républicain, radical et radical-socialiste (RRRS) und Union démocratique et socialiste de la Résistance (UDSR) bestehende Wahlbündnis Fédération de la gauche démocrate et socialiste (FGDS) an, das eine neue Politik für Frankreich forderte. In seinem Wahlkampf setzte er auf eine Politik des Friedens und einem Programm für den sozialen Fortschritt, der mit einer einem wirtschaftlichen Fortschritt in gleichberechtigten Regionen verbunden sein sollte. Dabei kandidierte er abermals gegen den amtierenden Wahlkreisinhaber der UNR-UDT, Georges Becker, sowie gegen den Ständigen Sekretär der dortigen PCF, Serge Paganelli.
Dabei gelang es Boulloche sein Wahlergebnis von 1962 mehr als zu verdoppeln: Mit 23.496 Stimmen belegte er im ersten Wahlgang den zweiten Platz nach dem Gaullisten Becker, der 27.771 Wählerstimmen erhielt. Paganelli, der im ersten Wahlgang 17.739 Stimmen erhielt, verzichtete daraufhin zu Gunsten Boulloches auf eine erneute Kandidatur, so dass dieser als gemeinsam von FDGS und PCF getragener Bewerber kandidieren konnte. Im zweiten Wahlgang erzielte er 39.941 Stimmen und gewann damit deutlich gegen Becker, auf den 29.212 Stimmen entfielen.
Während der dritten Legislaturperiode befasste er sich überwiegend mit bildungspolitischen Fragen und nahm knapp zwei Monate nach seiner Wahl im Mai 1967 zusammen mit dem früheren Unterstaatssekretär im Bildungsministerium, Hippolyte Ducos, sowie dem früheren Bildungsminister René Billères an einer konzertierten Aktion gegen die Bildungspolitik der vierten Regierung Pompidou teil. Darin prangerten sie den Mangel an wissenschaftlicher Bildung im Hochschulbereich, die ungenügende Anzahl an Lehrern, die langfristigen Probleme der Ausbildung, den Mangel an pädagogischen Bemühungen, die drohende Schließung des Instituts für die Vorbereitung der Lehrkräfte für den Sekundarschulbereich IPES (Institut de préparation aux enseignements de second degré) sowie die fehlende notwendige Aufwertung des Lehrerberufes an.

##### Die Unruhen vom Mai 1968 und Wiederwahl am 30. Juni 1968
Die sozialen Unruhen aufgrund der Studentendemonstrationen vom Mai 1968 führten zu einer Unterbrechung dieser bildungspolitischen Forderungen, die sich auch auf seinen Wahlkreis blutig auswirkten. Bei den Streiks der Arbeiter des Peugeotwerks in Sochaux kamen am 11. Juni 1968 zwei Menschen ums Leben und ein anderer wurde schwer verletzt. Angesichts der wegen der Unruhen erfolgten Auflösung der Nationalversammlung am 30. Mai 1968 und den bevorstehenden Neuwahlen führte Boulloche einen streng antigaullistischen Wahlkampf und forderte die Beschränkung der Amtszeit von Mandatsträgern auf zehn Jahre, wenngleich er andererseits auf die Grundidee eines demokratischen Sozialismus hinwies, der durch die politische Linke garantiert werden sollte.
Trotz eines weiteren Kandidaten der dem Gewerkschaftsbund CFDT nahestehenden Parti socialiste unifié (PSU) erzielte Boulloche 23.958 Stimmen im ersten Wahlgang (34 Prozent der abgegebenen Stimmen) und schlug im zweiten Wahlgang mit 37.110 erreichten Wählerstimmen den Arzt Libère Cencig, der für die gaullistische Union pour la défense de la République (UDR) antrat. Er war der einzige Abgeordnete der Linken, der sein prozentuales Wahlergebnis vom Vorjahr verbessern konnte.
Nach seinem Wiedereinzug in das Palais Bourbon wurde Boulloche Mitglied des Ausschusses für Finanzen, allgemeine Wirtschaft und Planung (Commission des finances, de l’économie générale et du plan) und wurde zum Sprecher der sozialistischen Fraktion für Wirtschaftsangelegenheiten. Dabei prangerten er in den Debatten die Ungerechtigkeit an, insbesondere in steuerlicher Hinsicht. Zudem kritisierte er 1971 die Begnadigung des wegen Verbrechen gegen die Menschlichkeit wegen der Judenverfolgung und wegen Kollaboration mit der deutschen Besatzungsmacht verurteilten Paul Touvier durch Staatspräsident Pompidou.

##### Gründung der PS 1969 und parteiinterner Kritiker Mitterrands

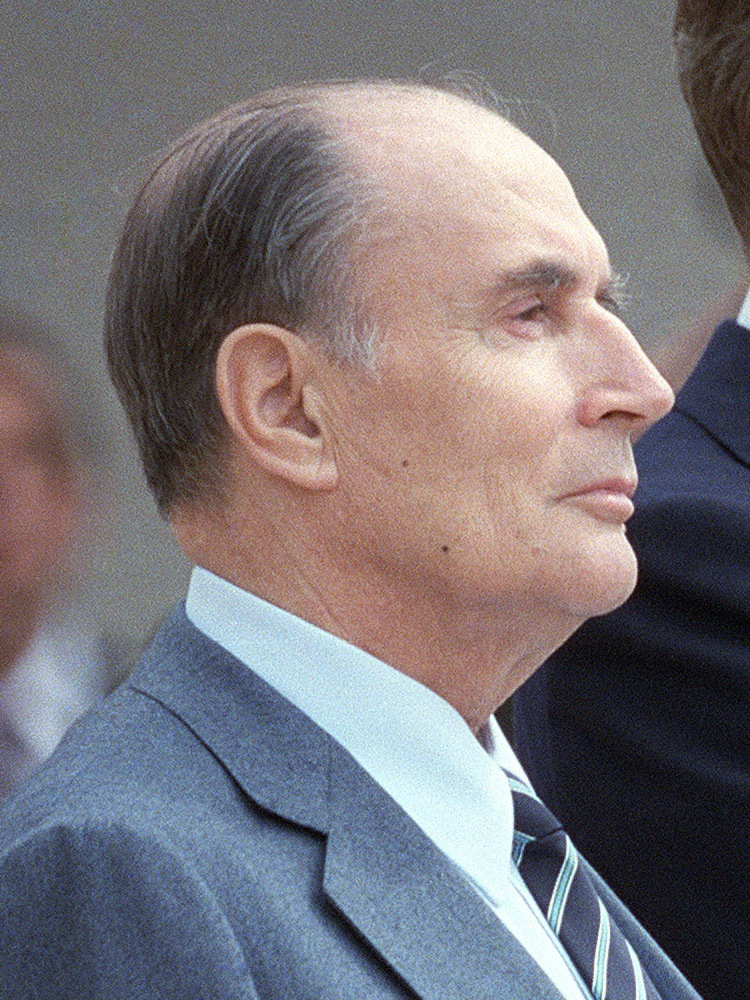
Nach dem Parteitag der Parti socialiste (PS)in Épinay-sur-Seine im Juni 1971 gehörte Boulloche zu den parteiinternen Kritikern von François Mitterrand

Anfang 1968 gründete er als Vorsitzender FDGS im Département Doubs in Montbéliard eine Ständige Vertretung der Linken und nahm 1969 zusammen mit Alain Savary an der Gründung der neuen Parti socialiste (PS) in Alfortville teil. Auf dem Gründungsparteitag wurde er zum Mitglied des Vorstandes sowie danach zu einem der Stellvertreter des Ersten Sekretärs gewählt. Kurz darauf wurde er zudem Vize-Vorsitzender der Fraktion der Sozialisten und radikalen Linken (Groupe parlementaire socialiste et radical de gauche) und war damit Stellvertreter von Gaston Defferre, den er auch für seine Anliegen für die Arbeiterschaft in den Peugeot-Werken in Souchon gewinnen konnte. Er gehörte als Mitglied der Delegation der Linken in der Nationalversammlung 1970 als Mitglied auch der einflussreichen Arbeitsgruppe für Gespräche zwischen PS und PCF an.
Nach dem Parteitag in Épinay-sur-Seine im Juni 1971, auf dem François Mitterrand zum Ersten Sekretär der Parti socialiste gewählt worden war, fand sich Boulloche abermals in der parteiinternen Opposition wieder, wenngleich er bis Juni 1973 noch dem Parteibüro als Mitglied angehörte. Zugleich war er als Fachmann für Wirtschaftsfragen einer der Redakteure des gemeinsamen Kommunalwahlprogramms der PS und PCF für die Wahlen 1972.

##### Wiederwahl vom 11. März 1973
Boulloche wurde im März 1971 als Bürgermeister von Montbéliard wiedergewählt und engagierte sich nachhaltig für die Städtepartnerschaft zwischen Ludwigsburg und Montbéliard. Er fungierte zugleich als Präsident der PS im Arrondissement Montbéliard, das mehr als 150.000 Einwohner hatte, sowie als Vorsitzender der Mandatsträger der Sozialisten und Republikaner im Département Doubs.
Bei den Wahlen zur Nationalversammlung kandidierte er abermals für die PS im zweiten Wahlkreis des Département Doubs und erzielte im ersten Wahlgang 29.401 Wählerstimmen. Damit konnte er seinen Stimmenanteil von 34 Prozent auf 40 Prozent der abgegebenen Stimmen steigern. Im zweiten Wahlgang konnte er sich mit 45.118 Stimmen (61 Prozent der abgegebenen Stimmen) deutlich gegen seinen Gegenkandidaten vom Centre démocratie et progrès (CDP) durchsetzen.
Daraufhin wurde Boulloche erneut Mitglied des Ausschusses für Finanzen, allgemeine Wirtschaft und Planung sowie Sonderberichterstatter seiner Fraktion für den Haushaltsplan. Ferner wurde er als Vize-Vorsitzender der Fraktion der Sozialisten und radikalen Linken bestätigt und nahm in diesen Funktionen an zahlreichen bedeutenden Debatten in der Nationalversammlung teil. Im Juni 1973 wurde er darüber hinaus zum Delegierten in der Parlamentarischen Versammlung des Europarates sowie in der Parlamentarischen Versammlung der Westeuropäischen Union bestimmt, in der er zwischen 1974 und 1976 auch Vorsitzender der Sozialistischen Fraktion war. Dort engagierte er sich im gemeinsamen Europäischen Ausschuss für wissenschaftliche Zusammenarbeit und war auch Vorsitzender einer Arbeitsgruppe der PS und der Sozialdemokratischen Partei Deutschlands (SPD), um dort gemeinsam wirtschaftspolitische Fragen zu bearbeiten.
Im Dezember 1973 wurde Boulloche Vizepräsident des Regionalrates der Region Franche-Comté und war damit Stellvertreter des Präsidenten des Regionalrates Edgar Faure.
Innerhalb der PS, die nach dem Parteitag 1971 teilweise eine Form der revolutionären Radikalisierung und der thematischen Selbstbeschäftigung vornahm, stand Boulloche mit seinen realistischen Ansätzen im Gegensatz zur Mehrheit der Partei. Dabei gründete er unter den linken Gruppen außerhalb der Partei eine Oppositionsgruppe, die unter anderem die Arbeiterschaft in der Automobilindustrie ansprechen sollte. Innerhalb der PS trat er mit Erfolg gegen die Ansiedlung der parteiinternen Denkfabrik CERES (Centre d’études, de recherches et d’éducation socialiste) in Belfort an, der Hochburg des links-souveränistischen Politikers Jean-Pierre Chevènement. Dabei arbeitete er mit den Organen der PS in den vier Departements der Region Franche-Comté zusammen und wurde auch von dem Geschichtsprofessor und späteren Abgeordneten Joseph Pinard unterstützt.

##### Der PS-Parteitag von Grenoble 1973, Wahlkampf und Unfalltod 1978

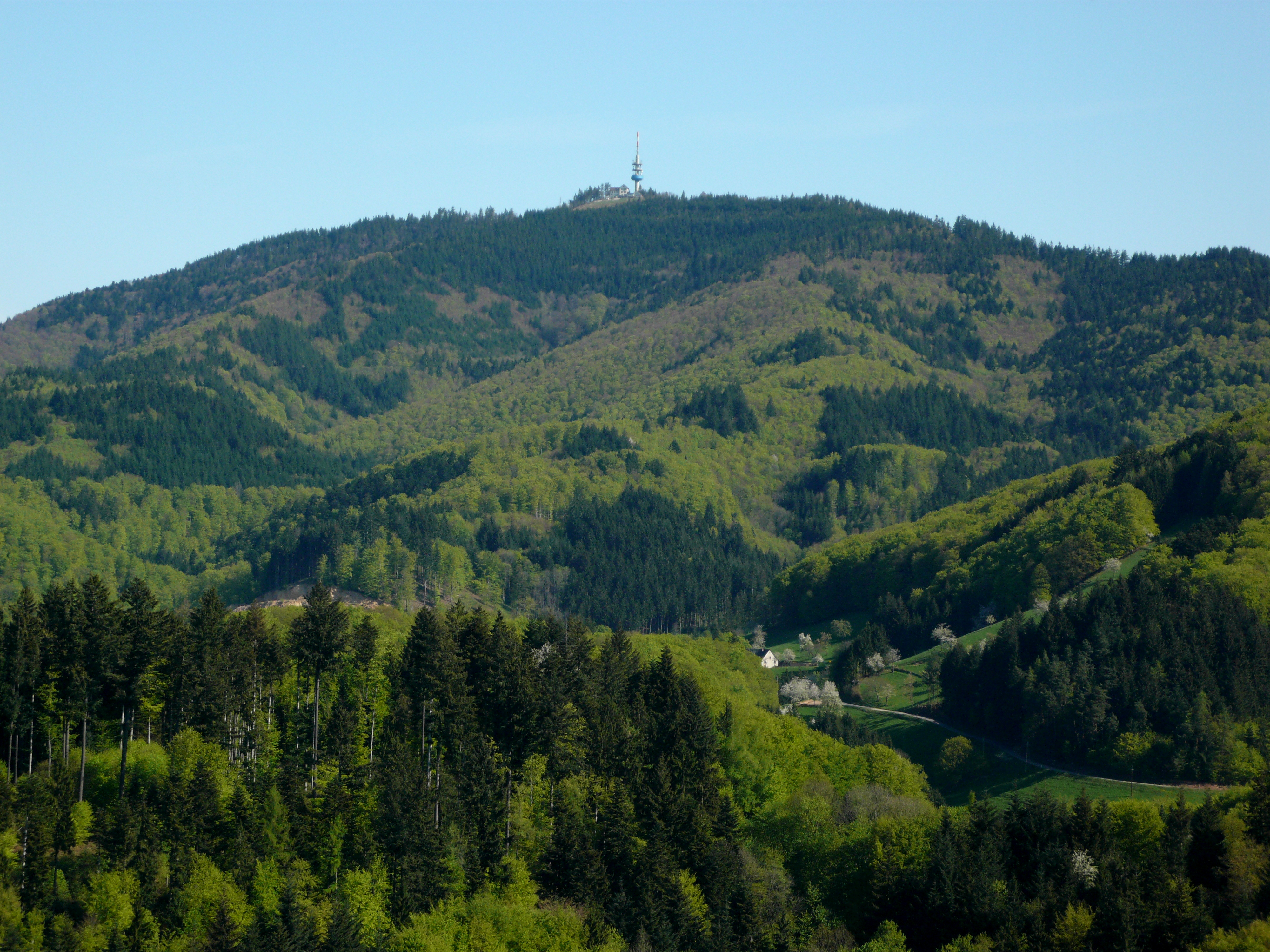
Boulloche kam bei einem Flugzeugabsturz am 16. März 1978 am Berg Blauen im Schwarzwald in der Nähe von Malsburg-Marzell ums Leben

Auf dem Parteitag der Parti socialiste in Grenoble schlossen sich Boulloche und die Anhänger Alain Savarys wieder der Mehrheit der Partei an und gehörten dort um die Gruppe um den Parteivorsitzenden Mitterrand, während der andere bedeutende Parteiflügel aus den Anhängern des CERES um Chevènement, Alain Gomez, Didier Motchane und Pierre Guidoni bestand. Auf dem Parteitag wurde er wirtschaftspolitischer Sprecher der PS sowie Mitglied der Finanzkommission der Partei und bekleidete beide Funktionen bis zu seinem Tod. 1974 forderte er die Einrichtung einer Parlamentarischen Untersuchungskommission, die sich mit der Existenz und den Aktivitäten von Polizei, privaten Milizen und anderen paramilitärischen Gruppen befassen sollte. Zusammen mit Michel Rocard und Jacques Attali war er ferner seit 1975 verantwortlich für die Wirtschaftskommission der PS und veröffentlichte zusammen mit Rocard und Attali die daraus entstandenen Ergebnisse 1977 in dem Buch 89 réponses aux questions économiques.
Der Fortschritt der Union der Linken und der Parti socialiste sowie die Schwierigkeiten der zweiten Regierung von Premierminister Raymond Barre ließen einen Sieg der Linken bei den Wahlen 1978 aussichtsreich erscheinen. André Boulloche wurde in diesem Fall als möglicher Finanzminister und nach Ansicht des späteren Justizministers Robert Badinter sogar als Premierminister einer linken Regierung gehandelt. Tatsächlich hatte er durch seine Parteiämter eine strategisch wichtige Position, die sich allerdings auf eine moderate Ausrichtung der PS bezog und somit große Annäherungen an die PCF ausschloss. Dies ließ eine Union der Linken unwahrscheinlich werden, zumal es in der PS Widerstand gegen eine Neuauflage des gemeinsamen Wahlprogramms von 1972 gab, insbesondere wegen der angedachten Verstaatlichung der Tochtergesellschaften von Großkonzernen. Daraufhin stellte Boulloche am 12. Februar 1978 ein gemeinsames Wahlprogramm vor, das er für die Parti socialiste erarbeitet hatte.
Im ersten Wahlgang am 12. März 1978 erhielt Boulloche 33 Prozent der abgegebenen Stimmen im zweiten Wahlkreis des Département Doubs und die dortigen Listen der Linken ein Gesamtergebnis von 61 Prozent, wodurch seine Wiederwahl bereits nach dem ersten Wahlgang sicher schien. Dennoch setzte er den aktiven Wahlkampf für den zweiten Wahlgang am 19. März 1978 fort. Auf der Rückkehr eines Wahlkampfauftritts in Saint-Dié-des-Vosges verunglückte er am 16. März 1978 bei einem Flugzeugabsturz tödlich. Er befand sich an Bord eines Flugzeuge, dass nach einer missglückten Landung auf dem Flughafen Basel-Mülhausen gegen den Berg Blauen im Schwarzwald in der Nähe von Malsburg-Marzell aufprallte. Im zweiten Wahlgang wurde daraufhin sein Parlamentarischer Assistent und Huckepack-Kandidat Guy Bêche am 19. März 1978 zum Mitglied der Nationalversammlung gewählt.
Am 21. März 1978 wurde Boulloche in Montbéliard beigesetzt. Für seine langjährigen Verdienste wurde er nicht nur 1949 Compagnon des Ordre de la Libération, sondern auch Kommandeur der Ehrenlegion und auch Träger des Croix de guerre. 1958 wurde er zudem Mitglied des Rates des Ordre de la Libération.
Boulloche war zwei Mal verheiratet. Aus seiner am 31. Mai 1949 geschlossenen ersten Ehe mit Anne Richard gingen drei Kinder hervor, darunter die 1951 geborene Malerin und Bildhauerin Agnès Boulloche. Nach seiner Scheidung heiratete er am 24. September 1959 seine zweite Frau Charlotte Odile Pathé, die Tochter des Unternehmers und Filmindustriepioniers Charles Pathé.
Ihm zu Ehren wurde das Lycée André Boulloche in Livry-Gargan benannt.

## Veröffentlichungen
- Wissenschaft und demokratische Regierung: Kernpunkte der Vierten Parlamentarisch-Wissenschaftlichen Konferenz in Florenz 1975, Mitherausgeber K. Richter, K. Warren, 1975, Nachdruck 2013, ISBN 3-642-66642-6
- 89 réponses aux questions économiques, Mitherausgeber Jacques Attali und Michel Rocard, 1977
- André Boulloche: 1915–1978, Autobiografie (posthum), Vorwörter von François Mitterrand, Jacques Chaban-Delmas und Robert Galley, 1979